# Sam Reid
Sam Reid, également appelé Sebastian Reid à ses débuts, est un acteur australien, né le 19 février 1987 en Nouvelle-Galles du Sud.

## Biographie
Sam Reid est né le 19 février 1987. Il est le jeune frère de l'acteur Rupert Reid.
Il a étudié à la London Academy of Music and Dramatic Art, il en sort diplômé en 2010.

## Filmographie

### Cinéma

#### Longs métrages
- 2011 : Anonymous de Roland Emmerich : Robert Devereux (2e comte d'Essex) (crédité Sebastian Reid)
- 2012 : Redd Inc. de Daniel Krige : William Tucker
- 2013 : Les Voies du destin (The Railway Man) de Jonathan Teplitzky : Finlay jeune
- 2014 : 71 de Yann Demange : Lieutenant Armitage
- 2014 : Serena de Susanne Bier : Vaughn
- 2014 : Belle d'Amma Asante : John Davinier
- 2014 : The Riot Club (Posh) de Lone Scherfig : Hugo Fraser-Tyrwhitt
- 2014 : Tigers de Danis Tanovic : Frank
- 2016 : Despite the Falling Snow de Shamim Sarif : Alexander
- 2016 : Golem, le tueur de Londres (The Limehouse Golem) de Juan Carlos Medina : John Cree
- 2017 : 2:22 de Paul Currie : Jonas
- 2019 : Waiting for the Barbarians de Ciro Guerra : Le Lieutenant
- 2019 : Standing Up for Sunny de Steven Vidler : Mikey
- 2021 : The Drover's Wife : The Legend of Molly Johnson de Leah Purcell : Sergent Nate Klintoff

#### Court métrage
- 2017 : After the Smoke de Nick Waterman : Jack

### Télévision

#### Séries télévisées
- 2007 : All Saints : Marty Avent
- 2011 : MI-5 : Harry jeune
- 2012 : Hatfields and McCoys : Tolbert McCoy
- 2012 : Les Enquêtes de Morse (Endeavour) : Brian Lomax
- 2012 : Retour à Whitechapel (Whitechapel) : Damon Nelson
- 2013 : Miss Marple (Agatha Christie's Marple) : Nat Fletcher
- 2015 : Astronaut Wives Club : John Glenn
- 2017 : Suspect N°1 Tennison (Prime Suspect 1973) : Len Bradfield
- 2019 : Bloom : Max jeune
- 2019 : Lambs of God : Ignatius
- 2019 : The Hunting : Ray
- 2021 : Profession : reporter : Dale Jennings
- depuis 2022 : Entretien avec un vampire : Lestat de Lioncourt

#### Téléfilm
- 2010 : The Taking of Prince Harry (en) : le prince Harry (crédité Sebastian Reid)